# 港陽
港陽（こうよう）は、愛知県名古屋市港区の地名。現行行政地名は港陽一丁目から港陽三丁目。住居表示実施。

## 地理
名古屋市港区東部に位置する。東は作倉町、西は港楽二丁目・同三丁目、南は千鳥一丁目・名港一丁目、北は作倉町に接する。

## 歴史

### 町名の由来
陽の当たる名古屋港という意味を込めて命名されたものであるという。なお「港陽町」の制定案は1949年（昭和24年）6月7日付で名古屋市長に提出されている。その案によると、「新陽園」と呼ばれる特殊喫茶（赤線）が南区観音町付近から当地（当時は千年および熱田前新田）へ移転することとなり、領域が広大な千年や熱田前新田に「新陽園」が所在するというのは不便であり分離する必要があったため町名の変更をしたとしている。

### 行政区画の変遷
- 1949年（昭和24年）7月1日 - 港区熱田前新田字中川東の一部[注釈 1]および千年字ニノ割の全部より、同区港陽町が成立[1][5]。地番は従来通り[5]。
- 1973年（昭和48年）10月20日 - 港区港陽町は新設の港陽一丁目から同三丁目および作倉町・千鳥一丁目・名港一丁目・港楽一丁目から同三丁目にそれぞれ編入され消滅[1]。港陽一丁目および二丁目は港陽町と千年字ハノ割の各一部から、港陽三丁目は港陽町の一部により成立した[6][1]。

### 年表
- 第二次世界大戦中 - 高射砲陣地が構築される[4]。
- 1958年（昭和33年） - 「港陽園」と称していた遊廓が新世界商店街と改称[4]。
- 1966年（昭和41年）4月8日 - 港陽町地内の名四国道高架下において「こども交通センター」が完工[7]。管理は財団法人名港発展協会が行う[7]。
- 1979年（昭和54年） - 名古屋市港社会教育センター（のちに港生涯学習センターと改称）が設置される[4]。
- 1990年（平成2年） - 名古屋市港保健所が港栄二丁目に移転[4]。
- 1991年（平成3年）5月30日 - 名古屋市港保健所の旧庁舎に社会福祉法人名古屋ライトハウスが運営する私設点字図書館名古屋盲人情報文化センターが開館[新聞 1]。この図書館は以前昭和区川名本町において名古屋ライトハウスの名称で同様の活動を行っており、名古屋市が移転費用の過半を補助して規模を拡大したものである[新聞 1]。

## 世帯数と人口
2019年（平成31年）3月1日現在の世帯数と人口は以下の通りである。
| 丁目       | 世帯数    | 人口    |
| ---------- | --------- | ------- |
| 港陽一丁目 | 524世帯   | 1,061人 |
| 港陽二丁目 | 159世帯   | 288人   |
| 港陽三丁目 | 684世帯   | 1,259人 |
| 計         | 1,367世帯 | 2,608人 |

### 人口の変遷
国勢調査による人口の推移
| 1995年（平成7年）  | 2,689人 | [ WEB 6 ]  |  |
| 2000年（平成12年） | 2,770人 | [ WEB 7 ]  |  |
| 2005年（平成17年） | 3,025人 | [ WEB 8 ]  |  |
| 2010年（平成22年） | 2,680人 | [ WEB 9 ]  |  |
| 2015年（平成27年） | 2,496人 | [ WEB 10 ] |  |

## 学区
市立小・中学校に通う場合、学校等は以下の通りとなる。また、公立高等学校に通う場合の学区は以下の通りとなる。
| 丁目       | 番・番地等 | 小学校               | 中学校               | 高等学校 |
| ---------- | ---------- | -------------------- | -------------------- | -------- |
| 港陽一丁目 | 全域       | 名古屋市立港楽小学校 | 名古屋市立東港中学校 | 尾張学区 |
| 港陽二丁目 | 全域       | 名古屋市立港楽小学校 | 名古屋市立東港中学校 | 尾張学区 |
| 港陽三丁目 | 全域       | 名古屋市立港楽小学校 | 名古屋市立東港中学校 | 尾張学区 |

## 交通
- 国道23号（名四国道）築地口インターチェンジ[3]

## 施設
- 愛知県営千年住宅[3]
- 名古屋市営港陽荘[3]
- 名古屋市営新港荘[3]
- 名古屋税関千年住宅[3]
- 港新世界商店街[3]
- 港陽郵便局[3]
- 名古屋市港生涯学習センター[3]

一丁目10番18号。1979年（昭和54年）6月、港社会教育センターとして設置。1997年（平成9年）4月、港生涯学習センターと改称。2018年（平成30年）4月、指定管理者制度導入。鉄筋コンクリート造3階建で、延床面積は2,299.90平方メートル。
- 名古屋盲人情報文化センター[新聞 1]
- 愛知県警察港警察署築地交番[3]
- 東港病院[3]
- 港陽神社[3]
- 西山浄土宗善光寺[3]
- 月日教おうかんみち港支部[3]
- 港陽公園

港陽二丁目。1956年（昭和31年）10月15日供用開始。

## 史跡
- 遊廓港陽園跡[3]

## その他

### 日本郵便
- 郵便番号 : 455-0013[WEB 3]（集配局：名古屋港郵便局[WEB 14]）。